# Michelle Bartsch-Hackley
Michelle Bartsch-Hackley (* 12. Februar 1990 in Maryville, Illinois) ist eine US-amerikanische Volleyballspielerin.

## Karriere
Bartsch begann ihre Karriere an der Collinsville High School. Mit der Junioren-Nationalmannschaft der Vereinigten Staaten gewann sie 2006 die NORCECA-Meisterschaft. 2008 konnte das US-Team den Erfolg wiederholen. Im gleichen Jahr begann Bartsch ihr Studium an der University of Illinois und spielte in der Universitätsmannschaft. Außerdem trainierte sie 2013 eine Männermannschaft des UC Irvine in Kalifornien. 2012 ging die Außenangreiferin nach Puerto Rico zu Llaneras de Toa Baja.
2013 wurde die US-Amerikanerin vom deutschen Bundesligisten Rote Raben Vilsbiburg verpflichtet. Mit Vilsbiburg erreichte sie das Achtelfinale im CEV-Pokal. Im März gewann sie mit den Roten Raben den DVV-Pokal und einige Wochen später wurde sie deutsche Vizemeisterin.
Anschließend verließ Bartsch Vilsbiburg und wechselte zum neuen deutschen Meister Dresdner SC. Mit diesem konnte sie die deutsche Meisterschaft 2015 verteidigen und verkündete fünf Tage nach dem Gewinn, dass sie eine weitere Saison für den amtierenden deutschen Meister auflaufen wird. Mit dem Dresdner SC wurde sie 2016 deutsche Meisterin und Pokalsiegerin. Im Endspiel des DVV-Pokals verwandelte sie den entscheidenden Ball und wurde zur wertvollsten Spielerin des Finals gewählt.
Anfang Juli 2016 gab der Dresdner SC den Wechsel von Bartsch zum italienischen Verein Südtirol Neruda Volley bekannt. Von dort wechselte sie ein Jahr später zu Futura Volley Busto Arsizio, die in der höchsten italienischen Frauenliga A1 spielen. In der Saison 2018/19 spielte sie für AGIL Volley Novara, wiederum ein in der A1-Liga antretendes Team. Hier gewann sie den italienischen Pokal und die europäische Champions League. Nach einem Jahr in China bei Peking BAW spielte Bartsch von 2020 bis 2022 in der Türkei bei Vakıfbank Istanbul und gewann hier zweimal das nationale Double aus Meisterschaft und Pokal sowie 2022 die Champions League.
Seit 2015 spielte Bartsch, die seit 2013 mit Corbin Hackley verheiratet ist, in der US-amerikanischen Nationalmannschaft. Mit ihr gewann sie die Panamerikanischen Spiele 2015, den Pan American Cup 2015 und 2017 sowie die Volleyball Nations League 2018, 2019 und 2020. 2021 gewann sie mit der Nationalmannschaft bei den Olympischen Spielen in Tokio die Goldmedaille.